# Macaye
Macaye (en euskera: Makea) es una localidad y comuna francesa situada en el departamento de Pirineos Atlánticos, en la región de Aquitania y el territorio histórico vascofrancés de Labort.

## Geografía
Macaye limita al norte con Hasparren, al noroeste con Cambo-les-Bains, al este con Mendionde, al oeste con Louhossoa y al sur con Bidarray.

## Heráldica
En campo de azur, una montaña de dos cimas, de plata, surmontada de un sol de oro.

## Demografía
| Gráfica de evolución demográfica de Macaye entre 1800 y 2012 |
|                                                              |

Fuentes: Ldh/EHESS/Cassini e INSEE.